# Miss Mato Grosso do Sul 2006
Miss Mato Grosso do Sul 2006 foi a 25ª edição do tradicional concurso de beleza feminino de Miss Mato Grosso do Sul. Esta edição enviou a melhor candidata sul-matogrossense para a disputa nacional de Miss Brasil 2006, válido para a disputa de Miss Universo. A competição contou com a participação de vinte e cinco (25) municípios do Estado e suas respectivas aspirantes municipais. A coordenação do evento é comandada pelos estilistas Claudinei Aquino e Ney Amaral. O certame foi realizado no dia 27 de Janeiro na cidade de Porto Murtinho, ao vivo pela TV Regional (atualmente TV Educativa de Mato Grosso do Sul) e na ocasião quem sagrou-se campeã foi Rhaíssa Espíndola Siviero, de Amambaí.

## Resultados

### Colocações
| Posição   | Cidade e Candidata             |
| Vencedora | - Amambaí - Rhaíssa Siviero    |
| 2º. Lugar | - Três Lagoas - Terezinha Lima |
| 3º. Lugar | - Paranaíba - Leontina Rafaela |

### Prêmios Especiais
- Foram distribuídos dois prêmios. Abaixo consta apenas um:[4]

| Prêmio         | País e Candidata               |
| Miss Fotogenia | - Três Lagoas - Terezinha Lima |

## Candidatas
Algumas das candidatas ao título:
- Amambaí - Rhaíssa Espíndola Siviero
- Campo Grande - Fernanda Moraes
- Dois Irmãos do Buriti - Patrícia da Silva Oliveira
- Paranaíba - Leontina Rafaela de Souza Neta
- Pedro Gomes - Rafaela Mota
- Ponta Porã - Elizabete Auxiliadora Fernandes Calanga
- Porto Murtinho - Marluce Ocampos [5]
- Santa Rita do Pardo - Nádia Bronze
- Sidrolândia - Istela Lissara
- Três Lagoas - Terezinha Alves Lima